# Mary Peach
Mary Peach (ur. 20 października 1934 w Durbanie, zm. 26 stycznia 2025) – brytyjska aktorka filmowa i telewizyjna pochodzenia południowoafrykańskiego.

## Filmografia
seriale
- 1956: Armchair Theatre
- 1963: Doktor Who jako Astrid
- 1967: Święty jako płk. Smolenko  (sezon 5 odcinek 23 pt. Miłośnicy gadżetów)
- 1970: Menace jako Diana
- 1980: The Gentle Touch jako Paula Livesey

film
- 1959: Miejsce na górze jako June Samson
- 1963: Zgromadzenie orłów jako Victoria Caldwell
- 1970: Opowieść wigilijna jako żona Freda
- 1995: Wyspa piratów jako Dama

## Nagrody i nominacje
Za rolę June Samson w filmie Miejsce na górze została nominowana do nagrody BAFTA.